# Massimo Riscino
Massimo Riscino (Roma, 24 settembre 1969) è un ex giocatore di calcio a 5 italiano.

## Carriera
Riscino ha giocato 37 partite e realizzato 11 reti con la nazionale italiana con cui ha disputato l'European Futsal Tournament 1996 e, successivamente, il FIFA Futsal World Championship 1996 in cui gli azzurri sono stati eliminati nel girone del secondo turno comprendente Spagna, Russia e Belgio.

## Palmarès

### Competizioni nazionali
- Campionato italiano: 5

BNL: 1991-92, 1994-95, 1995-96, 1996-97
Genzano: 1999-00
- Coppa Italia: 1

Genzano: 1999-00
- Supercoppa italiana: 1

BNL:1992

### Competizioni internazionali
- European Champions Tournament: 1

BNL: 1995-96